# Go West (film)
Go West är en bosnisk film från 2005, regisserad av Ahmed Imamović.

## Handling
Filmen utspelar sig i Bosnien-Hercegovina under inbördeskriget i Jugoslavien. Milan (Tarik Filipović) och Kenan (Mario Drmać) är ett icke öppet homosexuellt par som bor i Sarajevo. Milan är serb och Kenan är bosniak vilket försvårar deras redan hemliga förhållande ytterligare då kriget bryter ut mellan de folkgrupper som de båda representerar. De lyckas fly till Milans hemby genom att Kenan klär ut sig till kvinna och spelar Milans fru. I byn tar de skydd och väntar på att Milans far, Ljubo (Rade Šerbedžija) ska hjälpa dem fly till Nederländerna. Milan kallas dock snart in till militären och krigsåren går medan Kenan lever utklädd som kvinna i en by bebodd av serber, där ingen vet hans riktiga identitet.

## Rollista (komplett)
- Mario Drmać - Kenan
- Tarik Filipović - Milan
- Rade Šerbedžija - Ljubo
- Mirjana Karanović - Ranka
- Haris Burina - Lunjo
- Jeanne Moreau - journalist
- Nermin Tulić - Nemanja, präst
- Almedin Leleta - Alen
- Almir Kurt - Drago
- Milan Pavlović - Milo
- Orijana Kuncic - Posilna